# Cronologia della tarda antichità
Cronologia essenziale della tarda antichità (III-VI secolo).

## III secolo
| Anno    | Data | Evento | Significato |
| ------- | ---- | --- | --- |
| 211     |      | Morte di Settimio Severo                                                                                  | Aveva dato privilegi all'esercito |
| 212-213 |      | Constitutio antoniniana                                                                                   | La cittadinanza romana viene estesa ai cittadini liberi dell'impero                                                                                             |
| 217     |      | Caracalla finisce la guerra contro i Parti                                                                | Iniziano ad essere impiegati massicciamente nell'esercito i barbari e inizia la svalutazione della moneta per la diminuzione di percentuale di metallo prezioso |
| 217     |      | Macrino elimina Caracalla                                                                                 | Per la prima volta un equites sale al rango imperiale |
| 222     |      | Assassinio di Eliogabalo                                                                                  | Aveva tentato una riforma religiosa secondo il culto orientale di Helios                                                                                        |
| 244     |      | Assassinio di Gordiano III                                                                                | Inizia un periodo di instabilità politica con la rapida successione al trono di vari imperatori.                                                                |
| 248     |      | Filippo l'Arabo festeggia i mille anni di storia romana                                                   | |
| 250     |      | Persecuzione cristiana sotto Decio                                                                        | |
| 260     |      | Valeriano catturato da Sapore I                                                                           | Primo imperatore romano catturato dal nemico |
| 260-303 |      | Periodo di tolleranza per i fedeli del Cristianesimo                                                      | |
| 270-275 |      | Aureliano riporta l'ordine, vince gli usurpatori delle Gallie in Occidente e la regina Zenobia in Oriente | L'Impero torna unito e per questo Aureliano ricevette il titolo di restitutor orbis.                                                                            |
| 274-275 |      | Scorrerie dei Franchi nell'Impero                                                                         | |
| 284     |      | Diocleziano al potere                                                                                     | Viene iniziato un programma di riforme che rafforzano il carattere assolutistico e gerarchico dell'Impero.                                                      |

## IV secolo
| Anno      | Data        | Evento                                                                    | Significato |
| --------- | ----------- | ------------------------------------------------------------------------- | --- |
| 300 circa |             | Prima divisione dell'impero in due parti, con due sotto-parti             | Inizia la tetrarchia |
| 303       |             | Diocleziano tenta di bloccare la svalutazione del denario                 | Tentativo fallimentare di imporre prezzi fissi                                                                                          |
| 303       |             | Diocleziano inizia una durissima persecuzione contro i cristiani          | |
| 306       |             | L'elezione di Costantino I determina lotte con i suoi co-imperatori       | |
| 311       |             | Galerio emana un editto di tolleranza verso i cristiani                   | |
| 313       |             | Editto di Milano                                                          | Libertà di culto in tutto l'impero romano                                                                                               |
| 320 circa |             | San Pacomio fonda il primo monastero nella regione egiziana della Tebaide | |
| 324       |             | Costantino I sconfigge Licinio                                            | Termina la tetrarchia |
| 325       |             | Concilio di Nicea I                                                       | Condannato l'arianesimo |
| 330       |             | Costantino I inaugura Costantinopoli                                      | Nasce una vera e propria nuova capitale più vicina alle zone calde delle frontiere orientali                                            |
| 357       |             | Rimozione dell'Altare della Vittoria a Roma                               | Il paganesimo tradizionale è avversato dall'imperatore                                                                                  |
| 361-363   |             | Flavio Claudio Giuliano favorisce i culti pagani                          | |
| 378       |             | Battaglia di Adrianopoli                                                  | I Visigoti infliggono una dura sconfitta ai romani                                                                                      |
| 380       | 27 febbraio | Editto di Tessalonica                                                     | Teodosio I dichiara il cristianesimo religione di Stato                                                                                 |
| 381       |             | Concilio di Costantinopoli I                                              | Condanna ufficiale del montanismo |
| 388       |             | Muore Ulfila                                                              | Traducendo la Bibbia in lingua gotica aveva permesso la conversione, secondo la fede ariana, di gran parte delle popolazioni germaniche |
| 391       |             | Iniziano le persecuzioni dei pagani                                       | |
| 395       |             | Diarchia                                                                  | Nuova e definitiva divisione dell'Impero in due parti                                                                                   |

## V secolo
| Anno      | Data | Evento | Significato                                                                     |
| --------- | ---- | --- | ------------------------------------------------------------------------------- |
| 402-404   |      | Stilicone vince i goti più volte |                                                                                 |
| 405       |      | San Girolamo termina la Vulgata | Il Vangelo cristiano è tradotto in latino                                       |
| 406       |      | Vandali, Suebi e Burgundi attraversano il limes del Reno e invadono la Gallia                                                                                | Inizio delle invasioni barbariche del V secolo.                                 |
| 410       |      | Sacco di Roma dei Visigoti di Alarico I | I Visigoti sono pacificati con l'impero e i loro territori sono riconosciuti    |
| 415-416   |      | I Visigoti conquistano la Catalogna. |                                                                                 |
| 420 circa |      | Burgundi, Alamanni, Vandali, Angli e Sassoni si stanziano stabilmente in alcune regioni dell'impero                                                          |                                                                                 |
| 429-430   |      | I Vandali iniziano la conquista del nord Africa. |                                                                                 |
| 431       |      | Concilio di Efeso | Condanna del nestorianesimo                                                     |
| 441       |      | Elezione di papa Leone I | Rafforzerà la supremazia della sede di Roma                                     |
| 442       |      | I Vandali terminano l'occupazione dell'Africa del nord | Dall'Africa giungeranno via mare in Sardegna, Corsica, Sicilia e Isole Baleari. |
| 450 ca    |      | Prima evidenza archeologica e genetica del Plasmodium falciparum, vettore della forma fatale di malaria, nella necropoli tardoromana di Lugnano in Teverina. |                                                                                 |
| 451       |      | Attila sconfitto dalle forze romano-barbariche nella battaglia dei Campi Catalaunici                                                                         |                                                                                 |
| 451       |      | Concilio di Calcedonia | Condanna del monofisismo; primato morale del vescovo di Roma                    |
| 452       |      | Attila distrugge Aquileia e causa la fondazione di Venezia da parte dei rifugiati.                                                                           |                                                                                 |
| 455       |      | Sacco di Roma dei Vandali. |                                                                                 |
| 470 circa |      | Codex euricianus del visigoto Eurico | Prima raccolta di leggi scritte di una popolazione barbarica                    |
| 476       |      | L'ultimo imperatore d'Occidente, Romolo Augusto, è deposto da Odoacre, re degli Eruli                                                                        | Fine convenzionale dell'Impero romano d'Occidente                               |
| 481       |      | Clodoveo re dei Franchi. |                                                                                 |
| 493       |      | Teodorico il Grande sconfigge gli Eruli e fonda il regno degli Ostrogoti in Italia.                                                                          |                                                                                 |
| 496       |      | Clodoveo si converte al cristianesimo sottomettendosi al papa, primo sovrano a riconoscere l'autorità romana.                                                |                                                                                 |

## VI secolo
| Anno      | Data      | Evento                                                                             | Significato                                                                                              |
| --------- | --------- | ---------------------------------------------------------------------------------- | --- |
| 507       |           | I Franchi sconfiggono i Visigoti obbligandoli ad attraversare i Pirenei.           | |
| 527       | 1º agosto | Giustiniano I diventa Imperatore romano d'Oriente.                                 | |
| 529-534   |           | Pubblicazione del Corpus iuris civilis                                             | Vengono compilate le leggi alla base della moderna legislazione su diritto romano.                       |
| 529 circa |           | Benedetto da Norcia fonda il monastero di Montecassino.                            | Nasce l'ordine di San Benedetto                                                                          |
| 534       |           | I bizantini, con Belisario, conquistano il Nord-Africa ai vandali.                 | |
| 535       |           | Inizia la Guerra gotica.                                                           | |
| 541       |           | Inizia la pandemia della peste di Giustiniano                                      | |
| 553       |           | Fine della guerra gotica                                                           | L'Italia viene riconquistata dai Bizantini.                                                              |
| 563       |           | San Colombano fonda la missione di Iona.                                           | |
| 568       |           | Il Regno longobardo viene fondato in Italia.                                       | |
| 571       |           | Nascita di Maometto.                                                               | |
| 575       |           | I visigoti conquistano il regno dei suebi in Spagna e fissano la capitale a Toledo | |
| 587       |           | Recaredo I fa convertire i visigoti all'arianesimo                                 | |
| 590       |           | Gregorio Magno diventa Papa.                                                       | La sua amicizia con la regina Teodolinda porterà alla conversione dei longobardi al cattolicesimo romano |